# Wishes (Buckethead)
Wishes è il settantunesimo album in studio del chitarrista statunitense Buckethead, pubblicato il 24 dicembre 2013 dalla Hatboxghost Music.

## Il disco
Quarantunesimo disco appartenente alla serie "Buckethead Pikes", Wishes è il primo album pubblicato dal chitarrista nel mese di dicembre dopo Coat of Charms (uscito l'11 dicembre). Si tratta inoltre del terzo album reso disponibile limitatamente per il download gratuito sul sito ufficiale dei Buckethead Pikes (i due album precedenti sono stati Pumpkin e Twisterlend, entrambi pubblicati nel 2013).

## Tracce
Musiche di Buckethead.
1. Ascending Soul – 2:55
2. Sharing Space – 8:44
3. The Sky Is Heavy – 15:06
4. Wishes – 6:20

## Formazione
- Buckethead – chitarra, basso, programmazione